# Cosme de la Torriente
Cosme de la Torriente y Peraza ("La Isabel", cerca de Jovellanos, Matanzas, Capitanía General de Cuba, España, 27 de junio de 1872 – La Habana, Cuba, 7 de diciembre de 1956) fue un militar, político, abogado y estadista cubano.

## Biografía
Cosme de la Torriente y Peraza nació el 27 de junio de 1872, en la finca "La Isabel", cerca de Jovellanos, Provincia de Matanzas. 
Se graduó de abogado en la Universidad de La Habana. Al estallar la Guerra Necesaria, en 1895, Torriente era una miembro activo en los clubes revolucionarios de Matanzas. 
En marzo de ese año, se embarcó hacia los Estados Unidos para participar en las expediciones marítimas que partían de dicho país hacia Cuba. De la Torriente alcanzó el grado de Coronel durante la Guerra hispano-estadounidense (1898). 
Representó al gobierno cubano en la boda del rey Alfonso XIII de España y se le confirió la Orden de Isabel la Católica. Fue presidente de la Liga de las Naciones entre 1923 y 1924. Le fue conferida la Orden de la Legión de Honor de Francia, tras la Primera Guerra Mundial. 
Falleció de causas naturales, el 7 de diciembre de 1956, en La Habana.
| Predecesor: Manuel Márquez Sterling | Secretario de Estado de Cuba 1934- 1935 | Sucesor: José A. Barnet |